# 杉野英実
杉野 英実（すぎの ひでみ、1953年5月5日 - ）は、日本のパティシエ。京橋「HIDEMI SUGINO」（イデミ・スギノ）オーナーシェフ。日本を代表する菓子職人の一人である。

## 経歴
1953年、三重県生まれ。中学2年生の時、誕生日のお祝いに母がプレゼントしてくれたアンドレ・ルコントのケーキに感激し、菓子職人を志す。1973年、ホテルオークラ東京の調理部製菓部門に入社。フランス語学校にも通い、渡仏を目指していた。1979年、念願の渡仏を果たす。アルザスのホテル、スイスのホテル、レストランでデザートを担当。パリでは「ジャン・ミエ」「モデュイ」「ペルティエ」と名店を渡り、最新のフランス菓子づくりを吸収する。修業の傍ら、フランスのエコール・ルノートル、スイスのリッチモントと製菓学校でも研鑽を積んだ。
1982年に帰国し、名古屋「パティスリー・ポン・デザール」のシェフを務める。1986年、代官山「ピエール・ドオール」のシェフを務める。1990年退社。
1991年、パティシエの世界大会であるクープ・ド・モンド・ドゥ・ラ・パティスリーに日本チームリーダーとして参加し、日本チームを優勝に導く。
1992年、神戸・北野に「パチシエ イデミスギノ」を開店。1999年、著書『素材より素材らしく』が世界料理書フェアー・日本語部門において最優秀賞を受賞。2000年、ルレ・デセールの日本人初の会員となる。
2001年「パチシエ イデミスギノ」を閉店。2002年東京・京橋に「イデミ スギノ」を開店。
2015年、ルレ・デセールを後進に引き継ぐ為、退会。同年『アジアのベストレストラン 50』でアジアベストペイストリーシェフ賞を受賞。
2018年、グルマン世界料理本大賞にて、著書『進化する菓子～TASTE IN PROGRESS～』がワールド部門審査員特別賞を受賞。同年、第9回辻静雄食文化賞の専門技術者賞を受賞。
2022年4月30日、東京・京橋の「イデミ スギノ」が都市計画予定地区および店舗契約満了にともない閉店。

## 洋菓子の特徴
ショートケーキ・シュークリームなどの定番菓子は一切置いていない。ほぼ全てが彼のオリジナル菓子である。
生菓子はムース系が中心で、口溶け・味わいを重視するためにギリギリの量しかゼラチンを加えない。そのため、持ち帰り時間に制限のある菓子が多くイートイン限定のものもある。また、菓子の鮮度にも徹底してこだわっており、生菓子は当日限り、焼き菓子もこまめに焼いて2 - 3日おきに補充しているという。

## 代表的な洋菓子
- アンブロワジー - 1991年に考案された[3]。チョコレートムース、ピスタチオムース、ピスタチオのスポンジ、木いちごのジャム、チョコレートのスポンジ、そして染み込ませたリキュールから成り、輪島塗の黒をイメージしたグラッサージュがかけられている[3]。ケーキ自体が繊細なため持ち帰りは出来ず、店内の喫茶スペースでのみ食す事ができる。アンブロワジーとは「神々が食するもの」の意味[3]。
- エベレスト - チーズのムースの中にベリーのソースを入れ、生クリームで包んだケーキ。アンブロワジー同様喫茶スペース専用のケーキ。
- スーボア - カシスのムースの中にキルシュ風味のババロアが入ったケーキ。

## 店名の由来
東京・京橋にある『HIDEMI SUGINO』だが、読みは『イデミスギノ』である。フランス語では語頭のHを発音しないため、このような読みとなる。

## 出版書籍
- 『市場からの菓子』中央公論社、1989年10月
- 『素材より素材らしく』柴田書店、1998年11月
- 『杉野英実のデザートブック』柴田書店、2003年1月
- 『シンプルでも素材らしく』柴田書店、2013年4月
- 『進化する菓子～TASTE IN PROGRESS～』柴田書店、2017年9月